# Новаки (Хмельницкая область)
Новаки (укр. Новаки) — село в Полонском районе Хмельницкой области Украины.
Население по переписи 2001 года составляло 77 человек. Почтовый индекс — 30510. Телефонный код — 8-03843. Занимает площадь 0,313 км². Код КОАТУУ — 6823681004.

## Местный совет
30510, Хмельницкая обл., Полонский р-н, с. Буртин, ул. Победы, 28